# المستردون
المستردون (بالإنجليزية: Repo Men)‏ هو فيلم حركة تم إنتاجه في كندا والولايات المتحدة وصدر في سنة 2010.

## بطولة
- جود لو
- فورست ويتكر
- ييف شرايبر
- أليس براغا
- تشاندلر كانتربري

## القصة
في المستقبل، ريمى وجاك صديقان يعملان في مهنة غريبة، وهي استرداد الاعضاء البشرية التي تملكها شركتهما التي يعجز حامليها عن تسديد باقى اقساطها، دون مراعاة لاى عواطف بشرية، حتى يقع ريمى في نفس المأزق وتطالبه الشركة بالاسترداد فتنقلب الامور راسا على عقب.

## الميزانية والإيرادات
بلغت تكلفة إنتاج الفيلم حوالي 32 مليون دولار بينما حقق أرباحا تقدر بـ 18,409,891 دولار.

## روابط خارجية
- المستردون على موقع IMDb (الإنجليزية)
- المستردون على موقع ميتاكريتيك (الإنجليزية)
- المستردون على موقع روتن توميتوز (الإنجليزية)
- المستردون على موقع نتفليكس (الإنجليزية)
- المستردون على موقع قاعدة بيانات الأفلام العربية
- المستردون على موقع ألو سيني (الفرنسية)
- المستردون على موقع Turner Classic Movies (الإنجليزية)
- المستردون على موقع أول موفي (الإنجليزية)
- المستردون على موقع بوكس أوفيس موجو (الإنجليزية)
- المستردون على موقع فيلمافينيتي (الإسبانية)